# آدم غالينسكي
آدم دانيال غالينسكي (بالإنجليزية: Adam Galinsky)‏ (مواليد سنة 1969) عالم نفسي اجتماعي أمريكي معروف بأبحاثه عن القيادة، والسلطة، والمفاوضات، وصنع القرار، والتنوع، والأخلاق. وهو أستاذ إدارة الأعمال ورئيس قسم الإدارة في كلية كولومبيا للأعمال.
سنة 2015، شارك مع موريس شويرتزر في تأليف كتاب «الصديق والعدو» (Friend and Foe).